# 托马斯·拉科尔
托馬斯‧拉科爾(英語：Thomas Laqueur, 1945年—)，美國歷史學家、性學家與作家。他的知名作品有《孤獨的性：手淫文化史》與《製造性：從古希臘到佛洛伊德時期的身體和性別觀念》。目前任教於加州大學柏克萊分校歷史學系。